# Flavius Theodosius
Flavius Theodosius eller Comes Theodosius (efter hans militära rang), död 376 i Karthago, var en romersk fältherre och far till kejsar Theodosius.
Flavius Theodosius föddes i Spanien. Han gjorde sig känd som befälhavare och sändes därför av  kejsar Valentinianus till Britannien år 367 för att återta kontrollen från skoter och pikter. Med sina trupper landsteg han vid Sandwich och kämpade sig fram till London. Efter att ha säkrat staden fortsatte han norrut. Han drev stammarna till långt upp i Kaledonien, och döpte landet mellan Severus' och Antoninus murar till Valentia eller Valentiniana efter kejsaren.
År 370 återvände han till kontinenten, blev utnämnd till generalmästare för kavalleriet och sändes till övre Donau där han besegrade alemannerna. När den moriske härskaren Firmus gjorde uppror i Mauretanien och Numidien år 372 avseglade Theodosius till Afrika och började med att arrestera guvernören, Comes Romanus, vars dåliga styre ansågs ha orsakat upproret. Han bekämpade framgångsrikt revolten som slutade med att Firmus begick självmord. Flavius Theodosius utsattes för förtal och blev därför halshuggen år 376 på kejsar Gratianus befallning.